# Squamanita
Squamanita — рід грибів родини Tricholomataceae. Назва вперше опублікована 1946 року.